# Elena Fava
Elena Fava (1950 – 21. Dezember 2015 in Catania, Sizilien) war eine italienische Ärztin, Antimafia-Aktivistin und seit 2002 Präsidentin der Stiftung Giuseppe Fava. Sie ist die Tochter des italienischen Schriftstellers und Journalisten Giuseppe Pippo Fava und Schwester von Claudio Fava.
 Andererseits ertrage ich auch nicht die Unfähigkeit eines großen Teils der Gesellschaft sich zu empören, das mache ich Italien zum Vorwurf.
Nach der Ermordung von Giuseppe Fava durch den Santapaola-Ercolano-Clan am 5. Januar 1984 machte sich Elena Fava daran, das Erbe ihres Vaters sicher zu archivieren. Fotos, Manuskripte und Zeichnungen lagerte sie viele Jahre lang in einer Garage, bis sie sie schließlich durch Gründung der Stiftung Giuseppe Fava 2002 der Öffentlichkeit zugänglich machte. Neben der Archivarbeit engagierte sie sich auf für die zivilgesellschaftliche Bildung und besuchte zu diesem Zweck Schulen in ganz Italien, um den Schülerinnen und Schülern die Wirkweite und Auswirkungen krimineller Strukturen wie der Mafia vor Augen zu führen.
Am 12. Januar 2016 wurde ihr zu Ehren die Studientagung unter dem Titel "Le verità nascoste: Moro, Mattarella, La Torre" ('Die verdeckten Wahrheiten: Moro, Mattarella, La Torre') am Fachbereich für Humanwissenschaften der Università degli Studi di Catania ausgerichtet.